# Viscount Bearsted

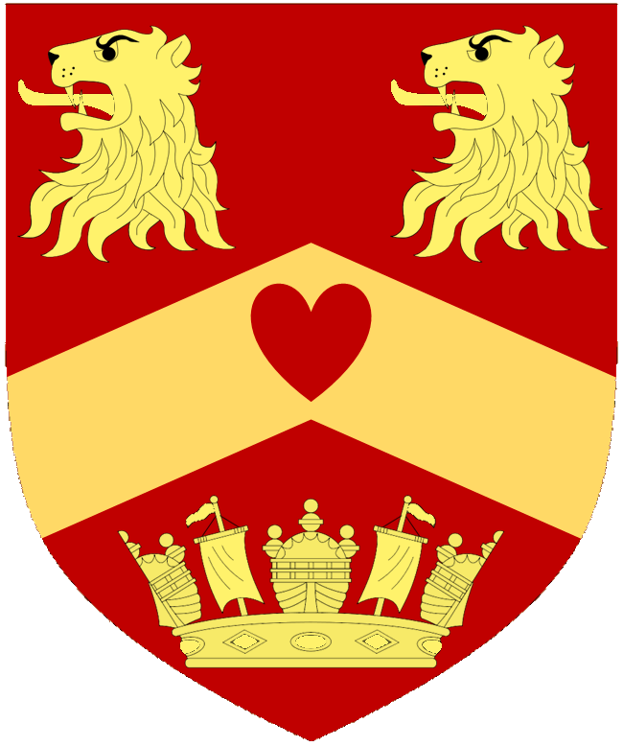
Wappen der Viscounts Bearstedt

Viscount Bearsted, of Maidstone in the County of Kent, ist ein erblicher britischer Adelstitel in der Peerage of the United Kingdom. 

## Verleihung
Der Titel wurde am 16. Juni 1925 für den Unternehmer Marcus Samuel, 1. Baron Bearsted, geschaffen. Dieser war Gründer von The Shell Transport and Trading Company, dem Vorgänger der heutigen Royal Dutch Shell.

## Nachgeordnete Titel
Der erste Viscount war bereits am 26. August 1903 war zum Baronet, of the Mote in the Parish of Maidstone in the County of Kent and of Portland Place in the Borough of St. Marylebone in the County of London, und am 15. Juni 1921 zum Baron Bearsted, of Maidstone in the County of Kent, erhoben worden. Diese Titel, die zur Baronetage bzw. Peerage of the United Kingdom gehören, werden seit 1925 als nachgeordnete Titel vom jeweiligen Viscount geführt.

## Liste der Viscounts Bearstedt (1925)
- Marcus Samuel, 1. Viscount Bearsted (1853–1927)
- Walter Horace Samuel, 2. Viscount Bearsted (1882–1948)
- Marcus Richard Samuel, 3. Viscount Bearsted (1909–1986)
- Peter Montefiore Samuel, 4. Viscount Bearsted (1911–1996)
- Nicholas Alan Samuel, 5. Viscount Bearsted (* 1950)

Titelerbe (Heir Apparent) ist der Sohn des jetzigen Viscounts, Hon. Harry Richard Samuel (* 1988).